# Edgar Barrier
Edgar Barrier, född 4 mars 1907 i New York, död 20 juni 1964 i Hollywood, Kalifornien, var en amerikansk skådespelare.
Under den senare delen av 1930-talet var Barrier en del av Orson Welles Mercury Theatre i New York. På 1940-talet hade han roller i bland annat A Game of Death (1945) av Robert Wise samt i Orson Welles Macbeth från 1948.